# Jeffrey Sutorius
Jeffrey Sutorius, född 8 november 1979 i Haag, är en nederländsk DJ och producent.

## Historia
Sutorius föddes 1979 i Haag, Nederländerna. Sutorius började sin karriär genom sin inspiration från pionjärer som Sven Väth, Daft Punk, Oliver Lieb och Sander Kleinenberg, och efter flera år av musikproduktion hittade Sutorius sin innovativa stil av mixande och produktion.
Den 18 juni 2018, meddelade Dash Berlin att de hade valt att gå skilda vägar med Sutorius och enligt Sutorius utsago hände detta på grund av utbrändhet och oense inom gruppen där Sutorius kände sig utstött.  
Den 14 augusti 2018, tillkännagav Sutorius till sina fans att han kom till att återvända till sociala medier under sitt eget namn och fortsätta sin karriär som en DJ och musikproducent.  
Under Ultra Music Festival 2019 fick Sutorius uppträda för första gången under sitt eget namn. 
I juni 2019 kom Sutorius överens med sina tidigare vänner från Dash Berlin, och Sutorius fick möjligheten att påbörja en solokarriär under namnet Dash Berlin medan de två grundarna lämnar. 

## Diskografi

### 2019
- Bad Days - Jeffrey Sutorius ft. Jake Reese
- Nothing Hurts Like Love - Jeffrey Sutorius ft. Jonathan Mendelsohn
- New Dawn - Jeffrey Sutorius ft. Haliene